# Конвой SL 125
Конвой SL 125 (англ. Convoy SL 125) — 125-й атлантичний конвой серії SL, що прямували від Сьєрра-Леоне до Ліверпуля. Зазвичай судна, що прямували з Південної Америки, півдня та центру Африки, Індійського океану поодинці прибували до африканського порту Фрітаун. Звідсіля вони під охороною ескортної групи прямували далі на північ до Ліверпуля на Британських островах. 16 жовтня 1942 року конвой SL 125, що складався з 37 транспортних суден у супроводі 23 кораблів охорони британського Королівського флоту вийшов з Фрітауна, незабаром в океані до них приєдналися ще п'ять суден, для здійснення останнього переходу до пункту призначення.

## Історія
16 жовтня 1942 року конвой SL 125, що складався з 37 торговельних суден, вийшов із Фрітауна у супроводженні місцевого ескорту. Комодором конвою був контрадмірал Ріне на Nagpore. Через три дні в океані до SL 125 приєдналися ще п'ять суден, і кораблі ескорту.
Німецькі криптографи морської розвідки (B-Dienst) розшифрували трафік повідомлень про конвой SL 125 і адмірал Карл Деніц, головнокомандувач підводних сил Крігсмаріне (BdU), 23 жовтня спрямував вовчу зграю «Страйтакс» з двома човнами посилення, що складалася з U-103, U-134, U-203, U-409, U-440, U-509, U-510, U-572, U-604 і U-659 для перехоплення конвою на захід від Канарських островів.
25 жовтня U-203 знайшов конвой. Під час спроби атакувати британський танкер Anglo Maersk U-203 був атакований глибинними бомбами і зазнав пошкоджень. Пошкоджений британський танкер переслідував U-134, який врешті-решт був добитий U-509.
Озброєний допоміжний крейсер і десантний корабель «Есперанс Бей» разом із траулером класу «Шекспіріан» «Джуліет», буксиром «Салвонія» та ремонтним судном «Келантан» залишили супроводження конвою, коли 27 жовтня U-409 виявив та доповів про основний конвой із 37 суден. у цей час конвой перебував під опікою корветів типу «Флавер» «Петунія», «Коусліп», «Крокус», «Далія» та «Вудруф». Під час спроби атакувати конвой U-659 зазнав ударів глибинними бомбами та був пошкоджений. Після сходу місяця U-604 потопив пошкоджений Anglo Maersk, а U-509 торпедував британські вантажні лайнери Pacific Star і Stentor.
28 жовтня після невдалих денних атак з-під води U-509 нарешті здобув результату, потопивши британський вантажник Nagpore і пошкодивши британський вантажник Hopecastle після заходу сонця. U-203 потопив пошкоджений Hopecastle до світанку.
У ніч з 29 на 30 жовтня U-509 потопив британське вантажне судно Britanny. Британський танкер Bullmouth (плив у баласті) був пошкоджений U-409 і затоплений U-659. Британське вантажне судно Corinaldo було пошкоджене як U-509, так і U-659, перш ніж добито німецькою субмариною U-203.
У ніч з 30 на 31 жовтня погода значно поліпшилася, що сприяло скоординованим атакам німецьких човнів. U-409 торпедував британське вантажне судно Silverwillow, а U-604 торпедував британський транспортник President Doumer і британський вантажник Baron Vernon. Британське судно Tasmania було пошкоджено U-659 і потоплено U-103. Норвезьке вантажне судно Alaska було пошкоджено U-510, але благополучно дісталося Англії за допомогою щойно прибулого ескорту..
31 жовтня над конвоєм з'явилися дальні бомбардувальники Берегового командування Королівських ПС, тому вранці 1 листопада адмірал Деніц скасував подальші операції. Конвой був посилений ще одинадцятьма ескортними кораблями і 9 листопада досяг Ліверпуля. Він зазнав найбільших втрат з усіх конвоїв SL, але завдяки йому увага усіх німецьких наявних підводних човнів, що патрулювали в тому районі, була зміщена від конвоїв операції «Смолоскип», що прямували для вторгнення союзників у Північну Африку 8 листопада 1942 року. Деякі історики припускають, що транспортний конвой SL 125 був навмисною тактичною підставою, щоб утримати підводні човни противника подалі від завантажених транспортних засобів з морським десантом на борту. Одинадцять кораблів, що пережили цей конвой, через два місяці відпливли з конвоєм ON 154, у якому чотири з них були потоплені.

## Кораблі та судна конвою SL 125

### Транспортні судна
Позначення
| Назва                   | Прапор          | Тоннаж (GRT) | Прим.                                                                 |
| ----------------------- | --------------- | ------------ | --------------------------------------------------------------------- |
| Alaska (1918)           | Норвегія        | 5681         | 31 жовтня пошкоджено U-510                                            |
| Alexandre Andre (1928)  | Бельгія         | 5322         |                                                                       |
| Amstelkerk (1929)       | Нідерланди      | 4457         |                                                                       |
| Anglo Maersk (1930)     | Велика Британія | 7705         | 26 жовтня танкер пошкоджений U-509, 27 жовтня затоплений U-604        |
| Baron Elgin (1933)      | Велика Британія | 3942         |                                                                       |
| Baron Kinnaird (1927)   | Велика Британія | 3355         |                                                                       |
| Baron Vernon (1929)     | Велика Британія | 3642         | 30 жовтня затоплено U-604                                             |
| Belnor (1926)           | Норвегія        | 2871         |                                                                       |
| Bornholm (1930)         | Велика Британія | 3177         |                                                                       |
| Bothnia (1928)          | Велика Британія | 2407         |                                                                       |
| British Ardour (1928)   | Велика Британія | 7124         | танкер-заправник                                                      |
| Brittany (1928)         | Велика Британія | 4772         | 30 жовтня затоплено U-509                                             |
| Bullmouth (1927)        | Велика Британія | 7519         | 30 жовтня танкер пошкоджений U-409 і пізніше затоплений U-659         |
| Calgary (1921)          | Велика Британія | 7206         |                                                                       |
| Clan Murray (1918)      | Велика Британія | 5953         |                                                                       |
| Corinaldo (1921)        | Велика Британія | 7131         | 29 жовтня пошкоджено U-509, наступного дня — U-659 і добито U-203     |
| Debrett (1940)          | Велика Британія | 6244         |                                                                       |
| Dundrum Castle (1919)   | Велика Британія | 5259         |                                                                       |
| Empire Cougar (1919)    | Велика Британія | 5758         |                                                                       |
| Empire Simba (1919)     | Велика Британія | 5691         |                                                                       |
| Germa (1920)            | Норвегія        | 5282         |                                                                       |
| Guinean (1936)          | Велика Британія | 5205         |                                                                       |
| Henry Stanley (1929)    | Велика Британія | 5026         |                                                                       |
| Hopecastle (1937)       | Велика Британія | 5178         | 28 жовтня пошкоджено U-509, 29 жовтня затоплено U-203                 |
| King Edward (1919)      | Велика Британія | 5224         |                                                                       |
| Lafonia (1911)          | Велика Британія | 1961         |                                                                       |
| Lynton Grange (1937)    | Велика Британія | 5029         |                                                                       |
| Mano (1925)             | Велика Британія | 1418         |                                                                       |
| Marquesa (1918)         | Велика Британія | 8979         |                                                                       |
| Nagpore (1920)          | Велика Британія | 5283         | судно комодора конвою контрадмірала Ріне; 28 жовтня потоплено U-509   |
| Pacific Star (1920)     | Велика Британія | 7591         | 27 жовтня потоплено U-509                                             |
| Président Doumer (1934) | Велика Британія | 11898        | десантне судно; 30 жовтня потоплено U-604                             |
| San Francisco (1915)    | Швеція          | 4933         |                                                                       |
| Sembilan (1922)         | Нідерланди      | 6566         |                                                                       |
| Silver Willow (1930)    | Велика Британія | 6373         | 30 жовтня потоплено U-409                                             |
| Stentor (1926)          | Велика Британія | 6148         | судно віцекомодора конвою кептена Гарстіна; 27 жовтня потоплено U-509 |
| Tasmania (1926)         | Велика Британія | 6405         | 30 жовтня пошкоджено U-659 і 31 числа добито U-103                    |
| Tynemouth (1940)        | Велика Британія | 3168         |                                                                       |
| Ville de Rouen (1919)   | Велика Британія | 5083         |                                                                       |
| Welsh Trader (1938)     | Велика Британія | 4974         |                                                                       |
| West Kebar (1920)       | США             | 5620         |                                                                       |
| Zarian (1938)           | Велика Британія | 4871         |                                                                       |

### Кораблі ескорту
| Назва                  | Прапор                                  | Тип корабля                          | Прим.                   |
| ---------------------- | --------------------------------------- | ------------------------------------ | ----------------------- |
| «Бріджвотер»           | Військово-морські сили Великої Британії | шлюп типу «Бріджвотер»               | 19-21 жовтня            |
| HMT Cava               | Військово-морські сили Великої Британії | військовий траулер типу «Айлс»       | 3-9 листопада           |
| «Колтсфут»             | Військово-морські сили Великої Британії | корвет типу «Флавер»                 | 31 жовтня — 9 листопада |
| «Коммандант Дрогу»     | ВМС Вільної Франції                     | корвет типу «Флавер»                 | 16-17 жовтня            |
| HMS Copinsay (T147)    | Військово-морські сили Великої Британії | військовий траулер типу «Айлс»       | 16-18 жовтня            |
| «Коусліп»              | Військово-морські сили Великої Британії | корвет типу «Флавер»                 | 16-30 жовтня            |
| «Крокус»               | Військово-морські сили Великої Британії | корвет типу «Флавер»                 | 16 жовтня — 9 листопада |
| «Далія»                | Військово-морські сили Великої Британії | корвет типу «Флавер»                 | 25 жовтня — 5 листопада |
| HMT Eday (T201)        | Військово-морські сили Великої Британії | військовий траулер типу «Айлс»       | 3-9 листопада           |
| «Есперанс Бей»         | Військово-морські сили Великої Британії | допоміжний крейсер                   | 16-29 жовтня            |
| HMS Kelantan (F166)    | Військово-морські сили Великої Британії | плавуча майстерня                    |                         |
| HMS Inchmarnock (T166) | Військово-морські сили Великої Британії | військовий траулер типу «Айлс»       | 3-9 листопада           |
| HMS Juliet (T136)      | Військово-морські сили Великої Британії | військовий траулер типу «Шекспіріан» | 16-27 жовтня            |
| HMNZS Kelantan         | Військово-морські сили Нової Зеландії   | ремонтне судно                       | 16-27 жовтня            |
| HMS Kirkella (FY174)   | Військово-морські сили Великої Британії | військовий траулер                   | 9 листопада             |
| «Петунія»              | Військово-морські сили Великої Британії | корвет типу «Флавер»                 | 16 жовтня — 9 листопада |
| «Рамсі»                | Військово-морські сили Великої Британії | ескадрений міноносець типу «Таун»    | 30 жовтня — 3 листопада |
| «Саладин»              | Військово-морські сили Великої Британії | ескадрений міноносець типу «S»       | 5-8 листопада           |
| HMS Salvonia (W43)     | Військово-морські сили Великої Британії | рятувальний буксир                   |                         |
| «Шпірая»               | Військово-морські сили Великої Британії | корвет типу «Флавер»                 | 31 жовтня — 9 листопада |
| HMS Stroma (T150)      | Військово-морські сили Великої Британії | військовий траулер типу «Айлс»       | 3-9 листопада           |
| «Світбріар»            | Військово-морські сили Великої Британії | корвет типу «Флавер»                 | 31 жовтня — 7 листопада |
| «Вудруф»               | Військово-морські сили Великої Британії | корвет типу «Флавер»                 | 16 жовтня — 4 листопада |

## Підводні човни, що брали участь в атаці на конвой
Позначення
| Назва                              | Тип                                | Командир                                      | Результати атаки |
| Вовча зграя «Страйтакс» (8 човнів) | Вовча зграя «Страйтакс» (8 човнів) | Вовча зграя «Страйтакс» (8 човнів)            | Вовча зграя «Страйтакс» (8 човнів) |
| ---------------------------------- | ---------------------------------- | --------------------------------------------- | --- |
| U-134                              | типу VIIC                          | капітан-лейтенант Рудольф Шендель             | не атакував |
| U-203                              | типу VIIC                          | капітан-лейтенант Герман Коттманн             | 29 жовтня потопив Hopecastle, 30 жовтня — Corinaldo |
| U-409                              | типу VIIC                          | оберлейтенант-цур-зее Ганс-Фердинанд Массманн | 30 жовтня пошкодив Bullmouth і потопив Silverwillow |
| U-509                              | типу IXC                           | оберлейтенант-цур-зее Вернер Вітте            | 26 жовтня пошкодив Anglo Mærsk, 27 жовтня потопив Pacific Star і Stentor, 28 жовтня потопив Nagpore і пошкодив Hopecastle, 29 жовтня пошкодив Corinaldo і 30 жовтня потопив Brittany |
| U-510                              | типу IXC                           | корветтен-капітан Карл Найцель                | 31 жовтня пошкодив Alaska |
| U-572                              | типу VIIC                          | капітан-лейтенант Гайнц Гірзакер              | не атакував |
| U-604                              | типу VIIC                          | капітан-лейтенант Горст Гельтрінг             | 27 жовтня потопив Anglo Mærsk, 30 жовтня потопив Président Doumer і Baron Vernon |
| U-659                              | типу VIIC                          | капітан-лейтенант Ганс Шток                   | 30 жовтня потопив Bullmouth і пошкодив Corinaldo і Tasmania |
| Додаткова група (2 човни)          |                                    |                                               | |
| U-103                              | типу IXB                           | капітан-лейтенант Вернер Вінтер               | 31 жовтня потопив пошкоджену Tasmania |
| U-440                              | типу VIIC                          | капітан-лейтенант Ганс Гайсслер               | не атакував |